# Fussball Club Wil 1900 2022-2023
Questa voce raccoglie le informazioni riguardanti il Fussball Club Wil 1900 nelle competizioni ufficiali della stagione 2022-2023.

## Stagione
Nella stagione 2022-2023 il Wil, allenato da Brunello Iacopetta, concluse il campionato di Challenge League al 5º posto. In Coppa Svizzera il Wil fu eliminato agli ottavi di finale dal Sion.

## Rosa
| N. |                     | Ruolo | Calciatore                |
| -- | ------------------- | ----- | ------------------------- |
| 4  | Svizzera (bandiera) | D     | Silvan Wallner            |
| 5  | Spagna (bandiera)   | D     | Genís Montolio            |
| 6  | Svizzera (bandiera) | D     | Simon Geiger              |
| 7  | Germania (bandiera) | A     | Sebastian Malinowski      |
| 8  | Kosovo (bandiera)   | C     | Mërgim Brahimi            |
| 9  | Svizzera (bandiera) | A     | Josias Lukembila          |
| 10 | Francia (bandiera)  | A     | Sofian Bahloul            |
| 11 | Brasile (bandiera)  | A     | Sílvio Carlos de Oliveira |
| 14 | Germania (bandiera) | D     | Philipp Altmann           |
| 17 | Svizzera (bandiera) | C     | Tim Staubli               |
| 18 | Svizzera (bandiera) | C     | Stéphane Cueni            |
| 19 | Svizzera (bandiera) | A     | Nikolas Muci              |
| 20 | Albania (bandiera)  | C     | Kastrijot Ndau            |
| 21 | Spagna (bandiera)   | D     | Umar Saho                 |

| N. |                               | Ruolo | Calciatore           |
| -- | ----------------------------- | ----- | -------------------- |
| 22 | Svizzera (bandiera)           | A     | Nico Maier           |
| 23 | Svizzera (bandiera)           | P     | Nicholas Ammeter     |
| 24 | Svizzera (bandiera)           | C     | Kedus Haile-Selassie |
| 27 | Svizzera (bandiera)           | C     | Philipp Muntwiler    |
| 28 | Svizzera (bandiera)           | P     | Nico Strübi          |
| 29 | Svizzera (bandiera)           | D     | Marcin Dickenmann    |
| 30 | Kosovo (bandiera)             | P     | Leutrim Pali         |
| 33 | Macedonia del Nord (bandiera) | A     | Luan Abazi           |
| 34 | Kosovo (bandiera)             | D     | Rafet Baralija       |
| 41 | Svizzera (bandiera)           | C     | Lavdim Zumberi       |
| 46 | Svizzera (bandiera)           | P     | Noam Baumann         |
| 70 | Svizzera (bandiera)           | C     | Nils Reichmuth       |
| 77 | Svizzera (bandiera)           | D     | Michael Heule        |

## Organigramma societario
Area tecnica
- Allenatore: Brunello Iacopetta
- Allenatore in seconda: Gianluca Frontino
- Preparatore dei portieri: Philipp Bowald
- Preparatori atletici: René Waldvogel

## Calciomercato

### Sessione estiva
| Acquisti | Acquisti         | Acquisti        | Acquisti |
| R.       | Nome             | da              | Modalità |
| -------- | ---------------- | --------------- | -------- |
| C        | Daniel Haarbo    | Copenaghen      |          |
| C        | Stéphane Cueni   | Losanna         |          |
| D        | Silvan Wallner   | Zurigo          |          |
| P        | Nicholas Ammeter | Aarau           |          |
| D        | Rafet Baralija   | Wil II          |          |
| D        | Ismajl Beka      | Rapperswil-Jona |          |
| A        | Josiah Daniel    | Rapperswil-Jona |          |
| D        | Genís Montolio   | Zurigo II       |          |
| A        | Noah Jones       | Rapperswil-Jona |          |
| A        | Nico Maier       | Young Boys      |          |
| A        | Nikolas Muci     | Lugano          |          |
| C        | Tim Staubli      | Vaduz           |          |
| P        | Nico Strübi      | Vaduz           |          |

| Cessioni | Cessioni      | Cessioni        | Cessioni |
| R.       | Nome          | a               | Modalità |
| -------- | ------------- | --------------- | -------- |
| D        | Ismajl Beka   | Lucerna         |          |
| A        | Noah Jones    | Hessen Kassel   |          |
| A        | Josiah Daniel | Rapperswil-Jona |          |
| P        | Nils De Mol   | Basilea         |          |
| C        | Valon Fazliu  | Aarau           |          |
| D        | Ilan Sauter   | Zurigo          |          |
| D        | Emir Tonbul   | YF Juventus     |          |
| A        | Yannick Toure | Young Boys      |          |

### Sessione invernale
| Acquisti | Acquisti        | Acquisti      | Acquisti |
| R.       | Nome            | da            | Modalità |
| -------- | --------------- | ------------- | -------- |
| P        | Noam Baumann    | Ascoli        |          |
| D        | Philipp Altmann | FV Ravensburg |          |

| Cessioni | Cessioni      | Cessioni       | Cessioni |
| R.       | Nome          | a              | Modalità |
| -------- | ------------- | -------------- | -------- |
| P        | Marvin Keller | Young Boys     |          |
| D        | Timothie Zali | New Mexico Utd |          |
| C        | Daniel Haarbo | Copenaghen     |          |

## Risultati

### Challenge League

#### Prima fase, girone di andata
| Arbitro: | Turkes |

|                         |           |  |
| Silvio 32’ Montolio 42’ | Marcatori |  |

| Arbitro: | Odiet |

|                    |           |                   |
| Hadji 35’ Okou 50’ | Marcatori | 3’ (rig.) Bahloul |

| Arbitro: | Kanagasingam |

|                             |           |  |
| Beka 84’ Bahloul 90’ (rig.) | Marcatori |  |

| Arbitro: | von Mandach |

|  |           |               |
|  | Marcatori | 29’ Lukembila |

| Arbitro: | Gianforte |

|          |           |                                    |
| Koné 54’ | Marcatori | 9’ Montolio 14’ Silvio 38’ Bahloul |

| Arbitro: | Odiet |

|               |           |           |
| Lukembila 37’ | Marcatori | 66’ Ahmed |

| Arbitro: | Wolfensberger |

|                      |           |          |
| Kronig 6’ Thaler 28’ | Marcatori | 77’ Muci |

| Arbitro: | Staubli |

|                                                      |           |             |
| Zali 30’ Ndau 55’ Silvio 60’ Muntwiler 89’ Maier 90’ | Marcatori | 18’ Pollero |

| Arbitro: | Cibelli |

|                                             |           |  |
| Sanches 11’ Suzuki 43’ Coyle 60’ Labeau 67’ | Marcatori |  |

#### Prima fase, girone di ritorno
| Arbitro: | Odiet |

|                                                 |           |  |
| Montolio 22’ Reichmuth 32’ Muci 71’ Staubli 84’ | Marcatori |  |

| Arbitro: | Thies |

|                                                       |           |             |
| Pollero 6’ Souza 7’ Mihajlović 30’, 33’ Centinaro 69’ | Marcatori | 40’ Wallner |

| Arbitro: | Schärli |

|          |           |  |
| Ndau 79’ | Marcatori |  |

| Vaduz 23 ottobre 2022, ore 14:15 CEST 13ª giornata | Vaduz   | 0 – 0 referto | Wil | Rheinpark (1 499 spett.)\| Arbitro: \| Piccolo \| |
| Arbitro:                                           | Piccolo |               |     |                                                   |

| Arbitro: | Schmölzer |

|                                                     |           |                                         |
| Reichmuth 29’ Lukembila 73’ Silvio 83’ Montolio 89’ | Marcatori | 65’ (rig.) Müller 78’ Hamdiu 82’ Stević |

| Arbitro: | Turkes |

|            |           |                                           |
| Santos 84’ | Marcatori | 38’ Montolio 88’ (rig.) Bahloul 90’ Maier |

| Arbitro: | Horisberger |

|                                                                 |           |          |
| Reichmuth 17’ Muntwiler 27’ Muci 28’ Maier 73’, 75’ Wallner 81’ | Marcatori | 42’ Njie |

| Arbitro: | Gianforte |

|             |           |               |
| Nuzzolo 67’ | Marcatori | 56’ Lukembila |

| Wil 26 novembre 2022, ore 18:00 CET 18ª giornata | Wil    | 0 – 0 referto | Stade Lausanne-Ouchy | Lidl Arena (1 412 spett.)\| Arbitro: \| Turkes \| |
| Arbitro:                                         | Turkes |               |                      |                                                   |

#### Seconda fase, girone di andata
| Arbitro: | Turkes |

|                       |           |                        |
| Goelzer 79’ Çiçek 86’ | Marcatori | 49’ Muci 60’ Lukembila |

| Arbitro: | Schärli |

|                                      |           |  |
| Muntwiler 67’ Montolio 71’ Maier 90’ | Marcatori |  |

| Arbitro: | Turkes |

|                                          |           |                                   |
| Ajdini 44’ (rig.), 70’ Bayard 51’ (rig.) | Marcatori | 8’, 83’ Zumberi 9’, 37’ Lukembila |

| Arbitro: | Schmölzer |

|                                       |           |                      |
| Wallner 20’ Silvio 61’ Dickenmann 85’ | Marcatori | 1’ Aliu 53’ Del Toro |

| Arbitro: | Kanagasingam |

|          |           |                       |
| Ndau 90’ | Marcatori | 50’ Suzuki 89’ Labeau |

| Arbitro: | Wolfensberger |

|           |           |               |
| Beyer 31’ | Marcatori | 90’ Lukembila |

| Arbitro: | Kanagasingam |

|                        |           |            |
| Kyeremateng 19’ (rig.) | Marcatori | 6’ Bahloul |

| Arbitro: | Cibelli |

|  |           |                                   |
|  | Marcatori | 15’ Vladi 56’ Jäckle 70’ Hunziker |

| Arbitro: | von Mandach |

|                                                     |           |          |
| González 19’ Navarro 35’ Müller 38’ (rig.) Vogt 70’ | Marcatori | 26’ Muci |

#### Seconda fase, girone di ritorno
| Arbitro: | Schärli |

|          |           |                            |
| Muci 33’ | Marcatori | 6’ Kyeremateng 58’ Bertone |

| Arbitro: | Piccolo |

|  |           |                 |
|  | Marcatori | 33’ (rig.) Muci |

| Arbitro: | Kanagasingam |

|                        |           |               |
| Muci 13’, 34’ Ndau 76’ | Marcatori | 64’ Bobadilla |

| Arbitro: | von Mandach |

|                 |           |                     |
| Ndau 10’ (rig.) | Marcatori | 90’ Okou 90’ Ajdini |

| Aarau 5 maggio 2023, ore 20:15 CEST 32ª giornata | Aarau    | 0 – 0 referto | Wil | Stadion Brügglifeld (6 006 spett.)\| Arbitro: \| Schnyder \| |
| Arbitro:                                         | Schnyder |               |     |                                                              |

| Arbitro: | Turkes |

|                                        |           |                      |
| Wallner 36’ (aut.) Souza 38’ Manis 79’ | Marcatori | 63’ Muci 82’ Bahloul |

| Arbitro: | Kanagasingam |

|                      |           |  |
| Muci 18’ Bahloul 72’ | Marcatori |  |

| Arbitro: | Wolfensberger |

|                    |           |  |
| Baldé 9’ Brown 85’ | Marcatori |  |

| Arbitro: | Kanagasingam |

|  |           |                    |
|  | Marcatori | 8’ Gétaz 66’ Beyer |

### Coppa Svizzera
| Arbitro: | Piccolo |

|  |           |                                                                                   |
|  | Marcatori | 25’ Wallner 57’ (rig.) Muci 63’ Montolio 81’ Saho 83’ Malinowski 88’ (rig.) Abazi |

| Arbitro: | Schärli |

|  |           |                             |
|  | Marcatori | 62’ Lukembila 79’ Reichmuth |

| Arbitro: | Schnyder |

|                    |           |                                |
| Silvio 119’ (rig.) | Marcatori | 102’ (rig.) Cyprien 109’ Zuffi |

## Statistiche

### Statistiche di squadra
| Competizione     | Punti | In casa | In casa | In casa | In casa | In casa | In casa | In trasferta | In trasferta | In trasferta | In trasferta | In trasferta | In trasferta | Totale | Totale | Totale | Totale | Totale | Totale | DR  |
| Competizione     | Punti | G       | V       | N       | P       | Gf      | Gs      | G            | V            | N            | P            | Gf           | Gs           | G      | V      | N      | P      | Gf     | Gs     | DR  |
| ---------------- | ----- | ------- | ------- | ------- | ------- | ------- | ------- | ------------ | ------------ | ------------ | ------------ | ------------ | ------------ | ------ | ------ | ------ | ------ | ------ | ------ | --- |
| Challenge League | 56    | 18      | 11      | 2       | 5       | 39      | 20      | 18           | 5            | 6            | 7            | 23           | 32           | 36     | 16     | 8      | 12     | 62     | 52     | +10 |
| Coppa Svizzera   | -     | 1       | 0       | 0       | 1       | 1       | 2       | 2            | 2            | 0            | 0            | 8            | 0            | 3      | 2      | 0      | 1      | 9      | 2      | +7  |
| Totale           | 56    | 19      | 11      | 2       | 6       | 40      | 22      | 20           | 7            | 6            | 7            | 31           | 32           | 39     | 18     | 8      | 13     | 71     | 54     | +17 |

### Andamento in campionato
| Giornata  | 1 | 2 | 3 | 4 | 5 | 6 | 7 | 8 | 9 | 10 | 11 | 12 | 13 | 14 | 15 | 16 | 17 | 18 | 19 | 20 | 21 | 22 | 23 | 24 | 25 | 26 | 27 | 28 | 29 | 30 | 31 | 32 | 33 | 34 | 35 | 36 |
| --------- | - | - | - | - | - | - | - | - | - | -- | -- | -- | -- | -- | -- | -- | -- | -- | -- | -- | -- | -- | -- | -- | -- | -- | -- | -- | -- | -- | -- | -- | -- | -- | -- | -- |
| Luogo     | C | T | C | T | T | C | T | C | T | C  | T  | C  | T  | C  | T  | C  | T  | C  | T  | C  | T  | C  | C  | T  | T  | C  | T  | C  | T  | C  | C  | T  | T  | C  | T  | C  |
| Risultato | V | P | V | V | V | N | P | V | P | V  | P  | V  | N  | V  | V  | V  | N  | N  | N  | V  | V  | V  | P  | N  | N  | P  | P  | P  | V  | V  | P  | N  | P  | V  | P  | P  |
| Posizione | 1 | 5 | 4 | 2 | 1 | 2 | 1 | 1 | 3 | 1  | 3  | 2  | 3  | 3  | 2  | 1  | 1  | 1  | 1  | 1  | 1  | 1  | 1  | 1  | 1  | 2  | 3  | 3  | 3  | 2  | 3  | 2  | 3  | 3  | 4  | 5  |

Legenda:

Luogo: C = Casa; T = Trasferta. Risultato: V = Vittoria; N = Pareggio; P = Sconfitta.

### Statistiche dei giocatori
| Giocatore         | Challenge League | Challenge League | Challenge League | Challenge League | Coppa Svizzera | Coppa Svizzera | Coppa Svizzera | Coppa Svizzera | Totale   | Totale | Totale      | Totale     |
| Giocatore         | Presenze         | Reti             | Ammonizioni      | Espulsioni       | Presenze       | Reti           | Ammonizioni    | Espulsioni     | Presenze | Reti   | Ammonizioni | Espulsioni |
| ----------------- | ---------------- | ---------------- | ---------------- | ---------------- | -------------- | -------------- | -------------- | -------------- | -------- | ------ | ----------- | ---------- |
| L. Abazi          | 2                | 0                | 0                | 0                | 1              | 1              | 0              | 0              | 3        | 1      | 0           | 0          |
| P. Altmann        | 13               | 0                | 2                | 0                | 0              | 0              | 0              | 0              | 13       | 0      | 2           | 0          |
| N. Ammeter        | 10               | 0                | 0                | 0                | 2              | 0              | 0              | 0              | 12       | 0      | 0           | 0          |
| S. Bahloul        | 32               | 7                | 1                | 0                | 3              | 0              | 0              | 0              | 35       | 7      | 1           | 0          |
| R. Baralija       | 2                | 0                | 0                | 0                | 1              | 0              | 0              | 0              | 3        | 0      | 0           | 0          |
| N. Baumann        | 6                | 0                | 1                | 0                | 0              | 0              | 0              | 0              | 6        | 0      | 1           | 0          |
| I. Beka           | 6                | 1                | 3                | 0                | 0              | 0              | 0              | 0              | 6        | 1      | 3           | 0          |
| M. Brahimi        | 17               | 0                | 1                | 0                | 1              | 0              | 0              | 0              | 18       | 0      | 1           | 0          |
| S. Cueni          | 27               | 0                | 3                | 0                | 3              | 0              | 1              | 0              | 30       | 0      | 4           | 0          |
| M. Dickenmann     | 31               | 1                | 4                | 1                | 3              | 0              | 0              | 0              | 34       | 1      | 4           | 1          |
| S. Geiger         | 7                | 0                | 3                | 0                | 0              | 0              | 0              | 0              | 7        | 0      | 3           | 0          |
| D. Haarbo         | 0                | 0                | 0                | 0                | 0              | 0              | 0              | 0              | 0        | 0      | 0           | 0          |
| K. Haile-Selassie | 3                | 0                | 0                | 0                | 0              | 0              | 0              | 0              | 3        | 0      | 0           | 0          |
| M. Heule          | 34               | 0                | 4                | 2                | 3              | 0              | 1              | 0              | 37       | 0      | 5           | 2          |
| M. Keller         | 20               | 0                | 0                | 0                | 1              | 0              | 1              | 0              | 21       | 0      | 1           | 0          |
| J. Lukembila      | 36               | 8                | 3                | 0                | 2              | 1              | 1              | 0              | 38       | 9      | 4           | 0          |
| N. Maier          | 24               | 5                | 3                | 0                | 2              | 0              | 0              | 0              | 26       | 5      | 3           | 0          |
| S. Malinowski     | 9                | 0                | 0                | 0                | 2              | 1              | 0              | 0              | 11       | 1      | 0           | 0          |
| G. Montolio       | 27               | 6                | 8                | 0                | 2              | 1              | 0              | 0              | 29       | 7      | 8           | 0          |
| N. Muci           | 33               | 11               | 3                | 0                | 3              | 1              | 0              | 0              | 36       | 12     | 3           | 0          |
| P. Muntwiler      | 31               | 3                | 9                | 1                | 3              | 0              | 2              | 0              | 34       | 3      | 11          | 1          |
| K. Ndau           | 33               | 5                | 10               | 0                | 3              | 0              | 0              | 0              | 36       | 5      | 10          | 0          |
| L. Pali           | 0                | 0                | 0                | 0                | 0              | 0              | 0              | 0              | 0        | 0      | 0           | 0          |
| N. Reichmuth      | 29               | 3                | 3                | 0                | 3              | 1              | 0              | 0              | 32       | 4      | 3           | 0          |
| U. Saho           | 23               | 0                | 5                | 0                | 3              | 1              | 0              | 0              | 26       | 1      | 5           | 0          |
| C. Silvio         | 31               | 5                | 4                | 1                | 1              | 1              | 0              | 0              | 32       | 6      | 4           | 1          |
| T. Staubli        | 20               | 1                | 0                | 0                | 3              | 0              | 0              | 0              | 23       | 1      | 0           | 0          |
| N. Strübi         | 0                | 0                | 0                | 0                | 0              | 0              | 0              | 0              | 0        | 0      | 0           | 0          |
| S. Wallner        | 35               | 3                | 3                | 0                | 3              | 1              | 0              | 0              | 38       | 4      | 3           | 0          |
| T. Zali           | 6                | 1                | 2                | 0                | 0              | 0              | 0              | 0              | 6        | 1      | 2           | 0          |
| L. Zumberi        | 21               | 2                | 3                | 0                | 1              | 0              | 0              | 0              | 22       | 2      | 3           | 0          |